# Commission de salut public
La Commission de salut public est une commission de la Convention nationale créée le 25 mars 1793 et chargée de la « défense extérieure et intérieure de la République ».

## Histoire
La Commission de salut public succède au Comité de défense générale. Elle est créée après l'annonce de la défaite de Neerwinden (18 mars) et du déclenchement de l'insurrection vendéenne (19 mars), par le décret du 25 et du 26 mars 1793 « relatif à l'organisation et composition du comité de défense générale ».
Composée de 25 membres et 10 suppléants, elle comprend :
- Charles Jean Marie Barbaroux
- Bertrand Barère
- Jean-Jacques Bréard
- François Buzot
- Jean-Jacques-Régis de Cambacérès
- Armand-Gaston Camus
- Nicolas de Condorcet
- Georges Jacques Danton
- Jean Antoine Debry
- Jean-François Delmas
- Camille Desmoulins
- Edmond Louis Alexis Dubois-Crancé
- Fabre d'Églantine
- Armand Gensonné
- Élie Guadet
- Louis-Bernard Guyton-Morveau
- Maximin Isnard
- Marc David Lasource
- Jérôme Pétion de Villeneuve
- Pierre-Louis Prieur
- Nicolas-Marie Quinette
- Maximilien de Robespierre
- Philippe Rühl
- Emmanuel-Joseph Sieyès
- Pierre Victurnien Vergniaud

Elle est chargée de préparer et de proposer les lois et les mesures nécessaires pour la défense extérieure et intérieure de la République. Les ministres du Conseil exécutif doivent assister à ses séances au moins deux fois par semaine, afin d'apporter des éclaircissements à la commission. Par ailleurs, le décret la contraint à rendre compte tous les huit jours à la Convention de l'état de la République et de ses opérations, deux de ses membres devant, en outre, apporter chaque jour à la Convention les éclaircissements qu'elle jugerait nécessaire sur l'état de la République.   
Le 26 mars, la commission se réunit pour la première fois avec le Conseil exécutif. Durant cette séance, Pierre Riel de Beurnonville, ministre de la Guerre propose de retirer les armées des frontières et de passer à une guerre défensive.
Cette commission se distingue par une composition pléthorique et disparate (les girondins y ont la majorité, mais les montagnards y sont en nombre), ce qui favorise les divisions intestines, ainsi qu'un fort absentéisme — dépassant la moitié des 25 membres — et l'absence du secret des délibérations.
S'étant rendu compte dès la première réunion des défauts de cette commission, Robespierre donne sa démission lors de la séance de la Convention du 3 avril et dénonce la mauvaise volonté de la commission, qu'il qualifie de « conseil de Dumouriez ». Aussi le girondin Maximin Isnard en propose-t-il la réforme, le 4 avril, demandant la formation d'un « comité d'exécution » de neuf membres remplissant les fonctions du Conseil exécutif et prenant toutes les mesures de défense générale rendues nécessaires par la situation. La décision ayant été ajournée au lendemain, le débat reprend le 5 avril ; Isnard revient à la charge, soutenu par Bréard et Barère, qui précise les limites apportées aux pouvoirs de ce nouveau comité, afin de rassurer ses collègues, et surmonte leurs craintes d'une dictature collective. Georges Jacques Danton s'y rallie contre la certitude qu'il sera membre de la nouvelle Commission. La proposition ayant été adoptée, Barère, Danton, Isnard, Matthieu et Thuriot sont chargés de rédiger un projet de décret. Celui-ci est adopté le 6 avril, créant le Comité de salut public.